# Pic à oreilles d'or
Veniliornis maculifrons
Espèce
Statut de conservation UICN

 LC  : Préoccupation mineure
Le Pic à oreilles d'or (Veniliornis maculifrons) est une espèce d'oiseau de la famille des Picidae.